# تپه سید خلیفه
تپه سید خلیفه مربوط به هزاره دوم و سوم قبل از میلاد است و در شهرستان ممسنی، بخش رستم، دهستان رستم ۲، روستای دهنو سادات واقع شده و این اثر در تاریخ ۲۳ بهمن ۱۳۸۵ با شمارهٔ ثبت ۱۷۲۴۲ به‌عنوان یکی از آثار ملی ایران به ثبت رسیده است.